# Brzeźno Lęborskie
Brzeźno Lęborskie (kaszb. Lãbòrsczé Brzézno) – wieś kaszubska w Polsce położona w województwie pomorskim, w powiecie wejherowskim, w gminie Łęczyce.
Według danych na dzień 23 października 2019 roku wieś zamieszkuje 652 mieszkańców na powierzchni 11,79 km².

## Historia
Wieś leży na terenie historycznej ziemi lęborskiej, z którą dzieliła dosyć zmienne koleje losu. W XIII w. znajdowała się w granicach efemerycznego księstwa białogardzkiego, zarządzanego przez księcia Racibora (zm. 1272), młodszego brata księcia gdańskiego Świętopełka II (zm. 1266), następnie przeszła pod bezpośrednie władanie syna Świętopełka - Mściwoja II (zm. 1294). Bo bezpotomnej śmierci Mściwoja II wraz z całym Pomorzem Gdańskim została przyłączona do Wielkopolski, a po śmierci króla Przemysła II (1296) podlegała kolejnym władcom krakowskim: Władysławowi Łokietkowi (1296–1300) i królowi czeskiemu i polskiemu Wacławowi II (1300-1305). Po śmierci Wacława II i jego syna Wacława III (1306) znalazła się ponownie pod panowaniem księcia Władysława Łokietka, który utracił ją wraz z całym Pomorzem Gdańskim na rzecz Krzyżaków w latach 1308–1309. Po wojnie trzynastoletniej (1454–1466) nie wróciła bezpośrednio do Polski, tylko jako lenno znajdowała się pod zarządem książąt zachodniopomorskich z dynastii Gryfitów, która wymarła w 1637 r. W latach 1637–57 ponownie należała bezpośrednio do Polski, jednak w okresie II wojny północnej (tzw. potopu) została przekazana w lenno margrabiom brandenburskim. Po I rozbiorze Polski (1772) została bezpośrednio przyłączona do brandenburskiej prowincji pomorskiej, od 1870 r. należała do zjednoczonej Rzeszy Niemieckiej, po 1918 r. do Republiki Weimarskiej i III Rzeszy, a po II wojnie światowej jeszcze raz wróciła do Polski. Jeśli przyjmiemy za umowny początek historii Brzeźna rok 1200, to można wyliczyć, że w ciągu ok. 800 lat swojej historii (do 2000 r.) przez 67 lat (1227-1294) należała do księstwa wschodniopomorskiego, przez 146 lat (1308–1454) do państwa krzyżackiego, przez 173 lata (1772–1945) do Królestwa Pruskiego, II Rzeszy, Republiki Weimarskiej i III Rzeszy, a przez 414 lat do Polski, jednak w tym czasie przez 298 lat (1454–1637, 1657–1772) była lennem polskim w rękach książąt zachodniopomorskich, a później elektorów brandenburskich.    
Pierwsza źródłowa wzmianka o istnieniu wsi i parafii Brzeźno znajduje się w spisie świętopietrza z diecezji włocławskiej z ok. 1325 r. Tak wczesne istnienie parafii, jak również słowiańska forma nazwy tej miejscowości, wskazuje na znacznie wcześniejsze, przedkrzyżackie założenie wsi, prawdopodobnie w XIII lub nawet XII w. (a samej parafii prawdopodobnie w 2 poł. XIII w.). Nie zachował się krzyżacki dokument lokacyjny wsi, wystawiony zapewne, podobnie jak w przypadku kilku okolicznych wsi, w połowie XIV w., jednak z krzyżackich spisów podatkowych z pierwszej połowy XV w. wynika, że wieś miała 50 włók areału (1 włóka = ok. 16,8 ha), z których 5 włók wolnych od czynszu posiadało wówczas dwóch sołtysów dziedzicznych, natomiast 4 włóki wolne od czynszu należały do parafii. Na pozostałych włókach siedziało 12 chłopów, którzy od każdej włóki płacili pół grzywny (marki) czynszu i dwie kury na święto Oczyszczenia NMP (tj. 2 lutego). 
Pod względem przynależności diecezjalnej parafia w Brzeźnie od XIII w. należała do diecezji włocławskiej (kujawskiej), aż do reorganizacji kościelnych podziałów administracyjnych na Pomorzy Gdańskim w 1818 r. Według nowożytnych wizytacji kościelnych z XVII–XVIII w., które jednak można odnieść do czasów znacznie wcześniejszych, patronką parafii w Brzeźnie była pierwotnie św. Małgorzata z Antiochii Pizydyjskiej, męczenniczka z czasów ostatnich wielkich prześladowań chrześcijan w okresie panowania cesarza Dioklecjana (lata 303-305). Uposażenie parafii stanowiły wspomniane wyżej 4 włóki ziemi wolnej od czynszu, ponadto proboszczowi przysługiwała dziesięcina w naturze w postaci dwóch korców (inaczej szefli albo ćwiertni, czyli ok. 55 litrów) pszenicy i dwóch korców owsa rocznie od każdego gospodarstwa. Po przyjęciu w 1534 r. reformacji przez książąt zachodniopomorskich, którzy od wojny trzynastoletniej (1545–66) trzymali jako polskie lenno ziemię lęborską i bytowską, parafia uległa protestantyzacji, tak że pod koniec XVII w. zanotowano w niej tylko 5 katolików. Jednakże po wymarciu dynastii Gryfitów (1637), kiedy ziemia lęborska na 20 lat wróciła pod bezpośrednie zwierzchnictwo królów polskich, biskup włocławski Maciej Łubieński doprowadził do rewindykacji utraconych kościołów i dochodów parafialnych na tym terenie. Mimo tego wiernych było nadal tak mało, że w 1850 r. kościół katolicki w Brzeźnie (drugi lub trzeci z kolei) został ostatecznie na polecenie władz pruskich rozebrany, a na jego miejscu pobudowano później szkołę, która jako oddział przedszkolny szkoły w Łęczycach funkcjonuje do dzisiaj. Już w XVI zbudowano w Brzeźnie zbór ewangelicki, który znamy z fotografii z 2 poł. XIX w. jako prostokątny budynek szkieletowy, z kwadratową szkieletową wieżą od strony zachodniej. Na jego miejscu wzniesiono przed I wojną światową nowy okazały kościół ewangelicki, wymurowany z cegły w stylu neogotyckim, który istnieje do dzisiaj (od 1945 jako rzymsko-katolicki). Do nowożytnej parafii brzezińskiej oprócz samej wsi parafialnej należały także następujące miejscowości w okolicy: Strzelęcino, Kisewo, Łęczyce (obecnie siedziba gminy i osobnej parafii), Kaczkowo, Świetlino, Wysokie, Pużyce i Brzezinki oraz osady młyńskie w Pużycach, Brzeźnie i Niedarzynie.  
Według wizytacji książęcej z 1560 r. we wsi Brzeźno było wówczas 13 chłopów, w tym 2 dziedzicznych sołtysów i karczmarz. Sołtysi posiadali po 2,5 włóki wolne od czynszu, natomiast reszta chłopów trzymała po 2, wyjątkowo 3, włóki i była zobowiązana do czynszu po 1 marce i 2 kury od każdej z nich. Oprócz tego wszyscy dzierżawili po jednej włóce "pustej", czyli formalnie niezasiedlonej. Wizytatorzy dokonali skrupulatnego spisu należącego do kmieci inwentarza żywego, z którego wynika, że we wszystkich gospodarstwach było razem 119 koni (średnio 9 na gospodarstwo), 170 sztuk bydła (średnio 13), 121 świń (średnio 9), 195 owiec (w tym 69 należących do 2 współwłaścicieli, średnio 12), 123 kozy (w tym 18 współdzielonych, średnio 9) oraz 105 barci lub uli (w tym 36 współdzielonych, średnio 7). Statystykę zawyżali dwaj sołtysi, którzy wyraźnie górowali nad pozostałymi chłopami zamożnością (pierwszy z nich miał np. 18 koni i 30 sztuk bydła, a drugi aż 50 barci). W wizytacji podano również imiona i nazwiska poszczególnych chłopów, z których wynika, że przynajmniej część z nich miała rodzime, kaszubskie pochodzenie (imiona mają charakter ogólnochrześcijański): Stanisław Nagorsin - 1. sołtys, Andrzej Schuppian - 2. sołtys, Jan Ulrich, Grzegorz Quossell, Tomasz Quossell, Szymon Grubbe, Jerzy Jaske, Bernard (bez nazwiska), Jerzy Schenekin, Jakub Henningk, Maciej Sauuitz, Michał Goli, Szymon Klapa - karczmarz. W przypadku Michała Gołego jego nazwisko jest nawet adekwatne do majątku, który był najmniejszy spośród wszystkich gospodarzy. Oprócz wymienionych chłopów był jeszcze młynarz w Brzezińskim Młynie, który nazywał się Piotr Smocke.   

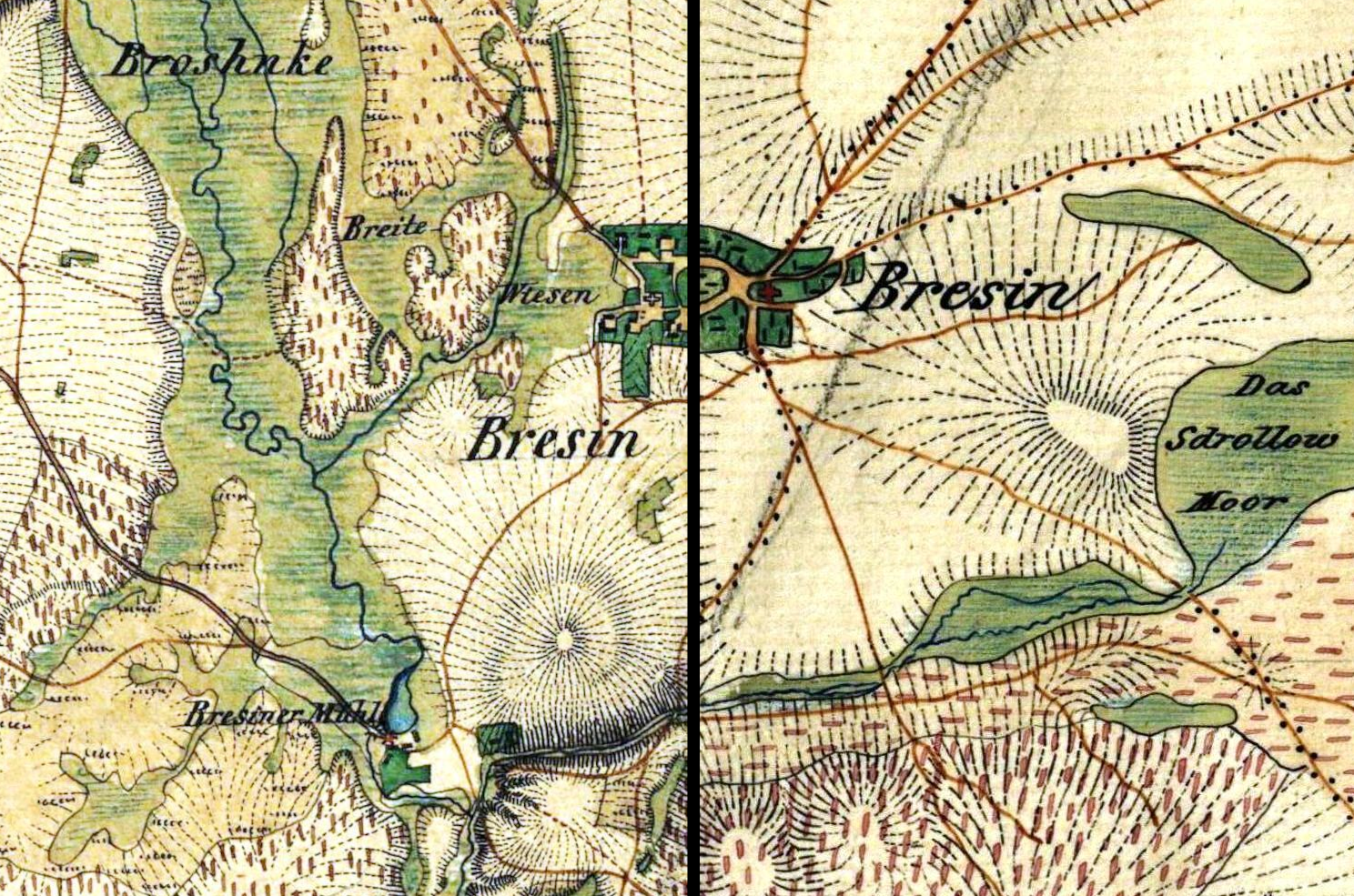
Brzeźno Lęborskie i okolice na mapie z 1 poł. XIX w. (ze zbiorów Archiwum Państwowego w Gdańsku).

Pierwszy opis geograficzno-statystyczny wsi zawarty jest w monumentalnej pracy Ludwika Wilhelma Brüggemanna (1743-1817), syna pastora z Dobrzan pod Stargardem, od 1773 r. kapelana kościoła zamkowego w Szczecinie i członka konsystorza, czyli zarządu, kościoła luterańskiego Prowincji Pomorskiej. Według Brüggemanna Brzeźno (niem. Bresin) leży 1 milę na północny wschód od Lęborka, w terenie płaskim, ma pastora luterańskiego, wolnego sołtysa, 12 gospodarzy (w tym jednego wolnego), 3 zagrodników, zakrystianina, budnika, gospodarstwo należące do proboszcza katolickiego w Lęborku, jednego zagrodnika plebańskiego, jednego zagrodnika kościelnego, dom wdowy po pastorze, w sumie 23 dymy, kościół katolicki, zbór luterański (dosłownie: dom modlitwy, niem. Bethaus) należący do inspekcji lęborskiej, któremu podlegają następujące miejscowości: wsie królewskie Łęczyce, Świetlino, Kaczkowo, Pużyce, Łęczyn, 3 gospodarstwa, zagrodnik i dwór w Rekowie Lęborskim, osady szlacheckie Strzelęcino, Kisewo, Bonkow i Meggow [zaginione po 1945 r.], osady Wysokie, Chrzanowo i Söllnitz [zag.], osady młyńskie Niedarzyno i Gundersinsche [zag.?] oraz wieś szlachecka Chmieleniec.  
W latach 1954–1959 wieś była siedzibą władz gromady Brzeźno Lęborskie, po jej zniesieniu w gromadzie Łęczyce. W latach 1957–1975 miejscowość administracyjnie należała do województwa gdańskiego, powiatu lęborskiego. W latach 1975–1998 miejscowość administracyjnie należała do województwa gdańskiego.  

## Szkoła
W roku szkolnym 1945/46 szkoła w Brzeźnie liczyła 28 uczniów w 4 klasach i 2 oddziałach, mając do dyspozycji dwie sale lekcyjne i jednego nauczyciela. Pierwszym nauczycielem był tutaj Kazimierz Ciesielski, który jednocześnie pełnił funkcję kierownika szkoły w Zwartowie, a od 1951 r. przeniósł się do szkoły w Garczegorzu. Jego miejsce zajął w Brzeźnie Alojzy Karwasz, który sprawował tę funkcję przez kolejnych 10 lat, jednak ze względu na pogarszający się wzrok musiał przejść na rentę. Kolejnym nauczycielem był Sławomir Czekański, który w 1965 r. zmienił zawód na celnika. Od 1965 r. aż do emerytury nauczycielem i zarazem kierownikiem szkoły w Brzeźnie była Janina Jasik. Od roku szkolnego 1966/67 szkoła w Brzeźnie funkcjonowała jako ośmioklasowa, by od roku 1978 ponownie spaść do rzędu cztero- lub trzy-, a nawet dwuklasowej (jak w roku szkolnym 1982/83). Kolejne zmiany systemu oświaty odwróciły tę tendencję i od roku szkolnego 1985/86 szkoła w Brzeźnie ponownie miała pięć klas, w roku następnym – sześć itd., aż do szkoły ośmioklasowej włącznie. Z czasem jednak zmniejszenie ilości dzieci, rozbudowa szkoły w gminnych Łęczycach, jak również poprawienie się warunków dowozu dzieci doprowadziły w ostatnich latach do ponownego „zwinięcia” szkoły brzezińskiej i przekształcenia jej w filię Zespołu Szkolno-Przedszkolnego w Łęczycach z klasami 0-II oraz oddziałem przedszkolnym.

## Zabytki
Kościół poewangelicki, obecnie rzymskokatolicki, parafialny, pw. św. św. Apostołów Piotra i Pawła, zbudowany w latach 1911–12 w stylu neogotyckim, wpisany do rejestru zabytków pod numerem: A-1719 z 1.12.2000. Z pierwotnego wyposażenia zachował się zespół ławek, empora, prospekt organowy, ambona i anioł chrzcielny. Ołtarz główny nowy, neobarokowy. Naprzeciwko kościoła ustawiony jest głaz z tablicą upamiętniającą drugiego powojennego proboszcza, ks. Stanisława Galasa (1952–58), budowniczego nowej plebanii. Obok głazu trzy tablice z obszernym rysem historycznym parafii i licznymi zdjęciami. 

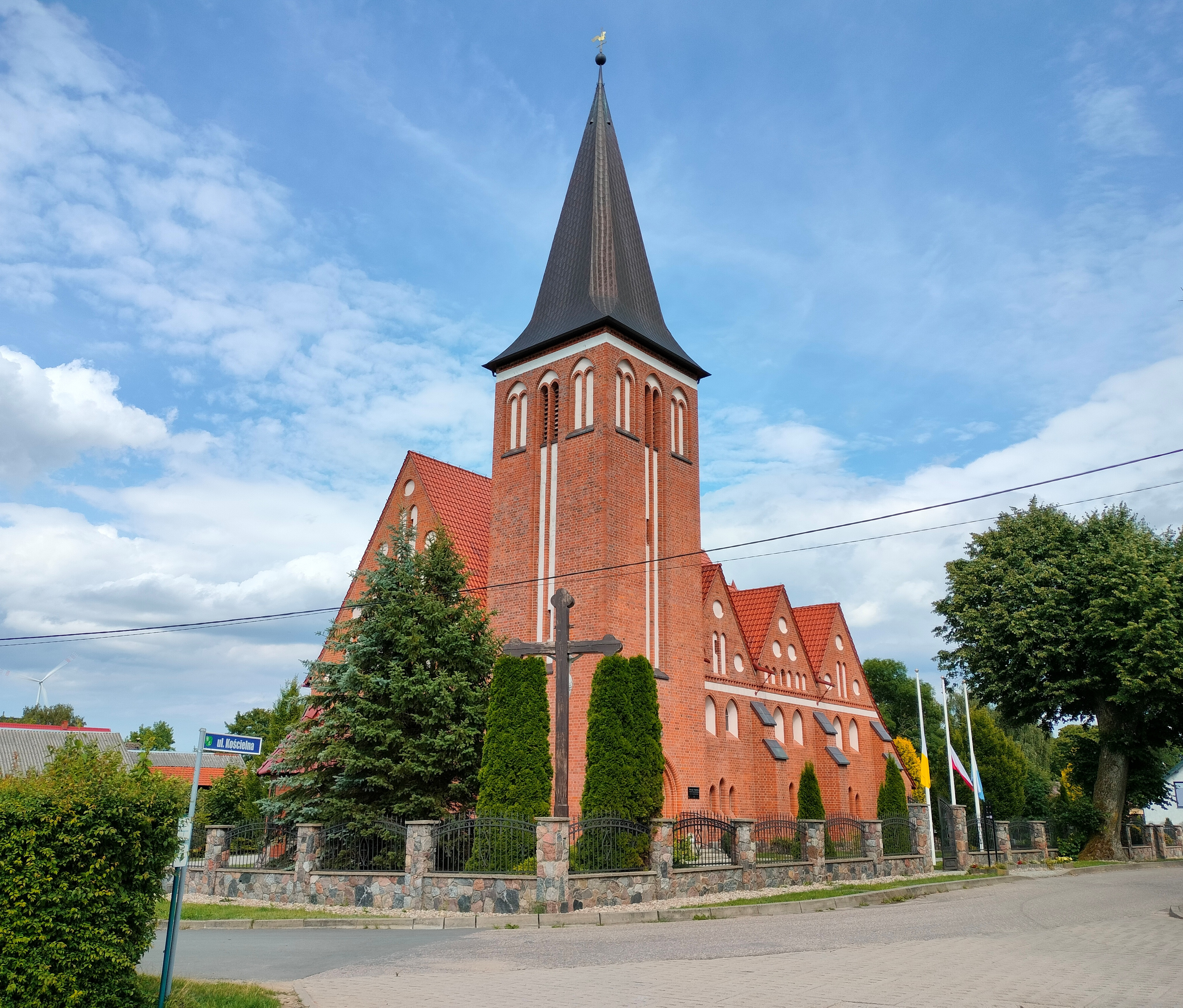
Kościół rzymskokatolicki (poewangelicki) pw. św. św. Piotra i Pawła w Brzeźnie Lęborskim (gm. Łęczyce) – widok ogólny od strony pd.-zach.
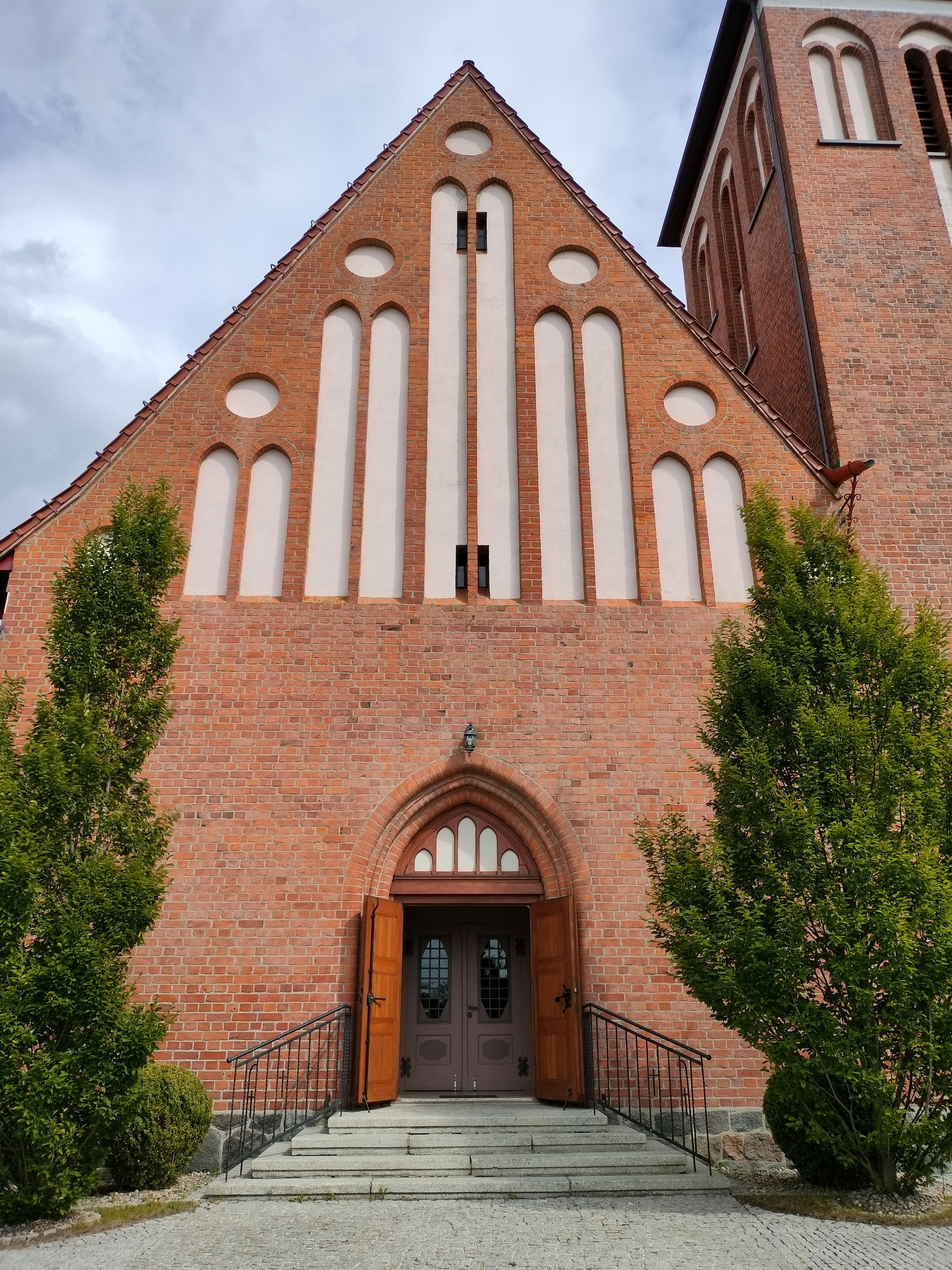
Kościół rzymskokatolicki (poewangelicki) pw. św. św. Piotra i Pawła w Brzeźnie Lęborskim (gm. Łęczyce) – fasada zachodnia
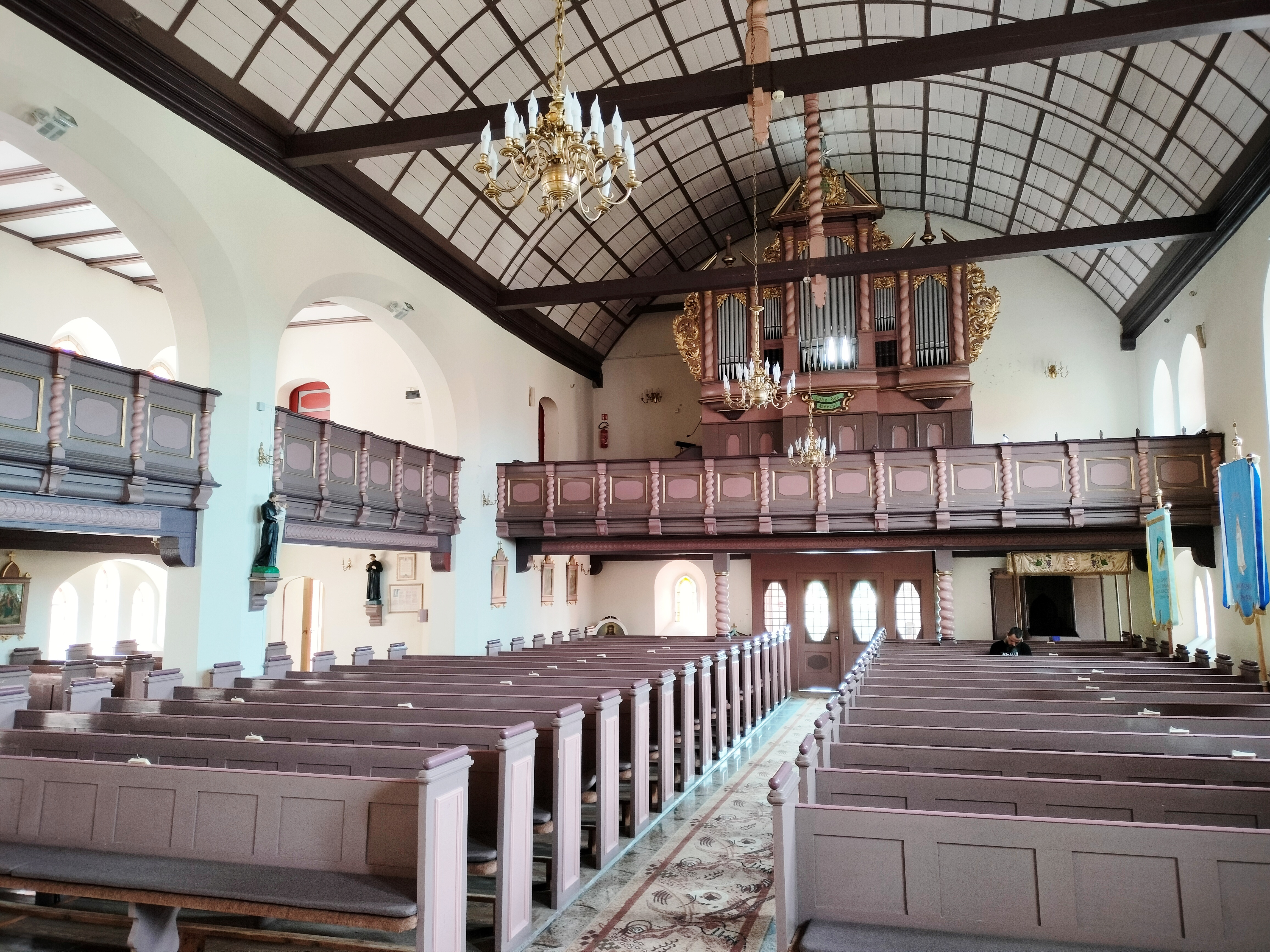
Kościół rzymskokatolicki (poewangelicki) pw. św. św. Piotra i Pawła w Brzeźnie Lęborskim (gm. Łęczyce) – widok wnętrza w kierunku chóru
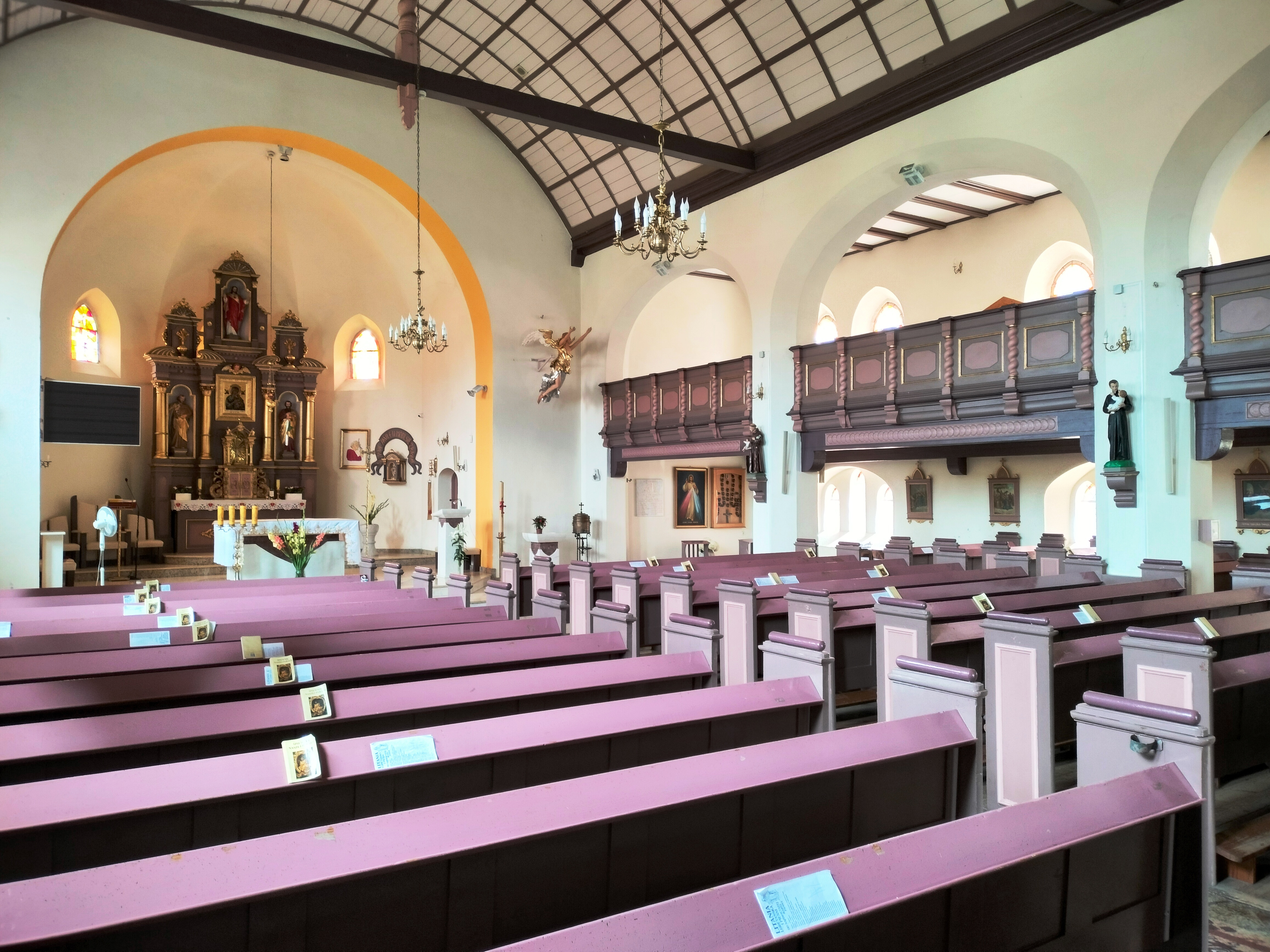
Kościół rzymskokatolicki (poewangelicki) pw. św. św. Piotra i Pawła w Brzeźnie Lęborskim (gm. Łęczyce) –widok wnętrza w kierunku prezbiterium
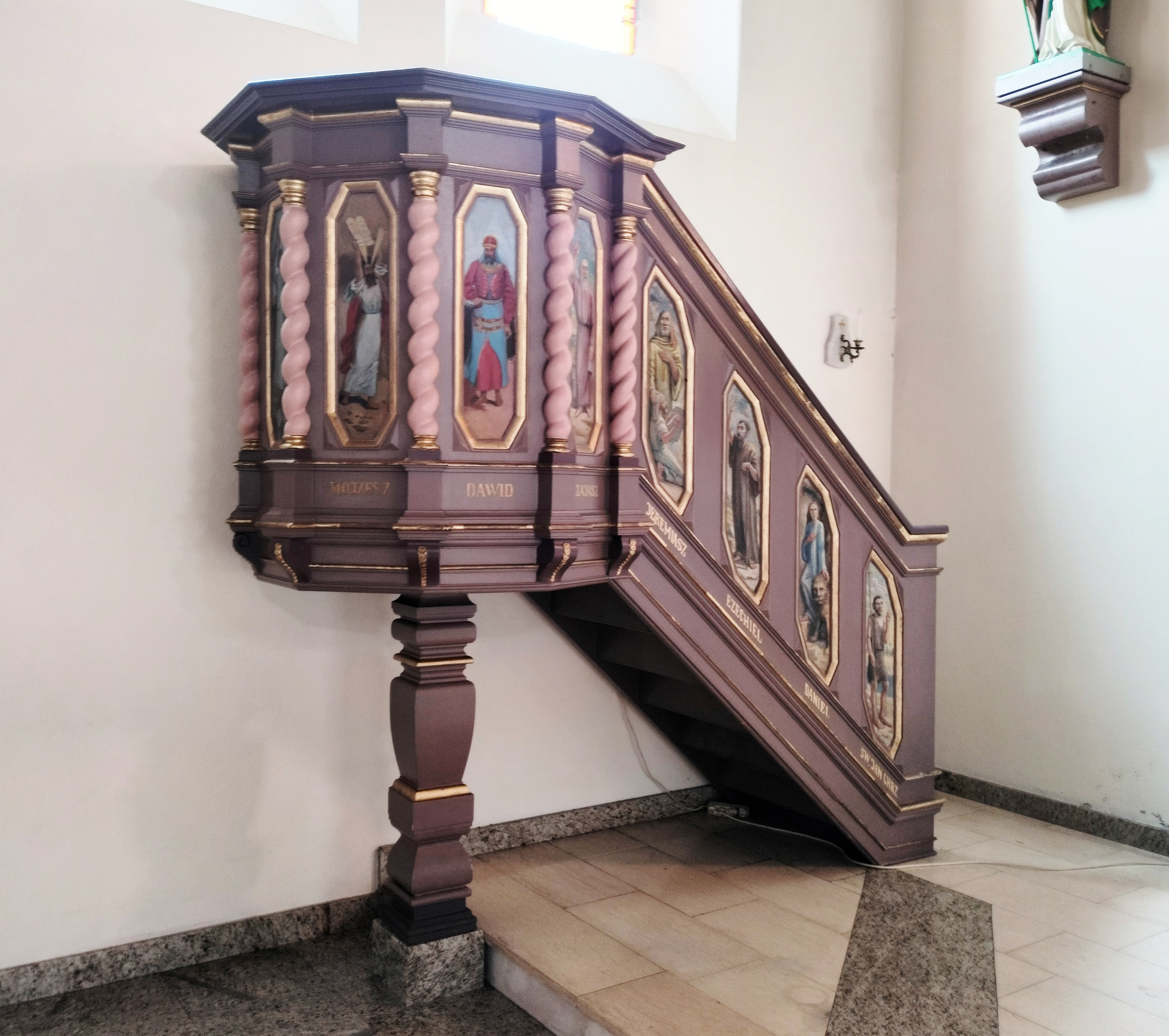
Kościół rzymskokatolicki (poewangelicki) pw. św. św. Piotra i Pawła w Brzeźnie Lęborskim (gm. Łęczyce) – ambona
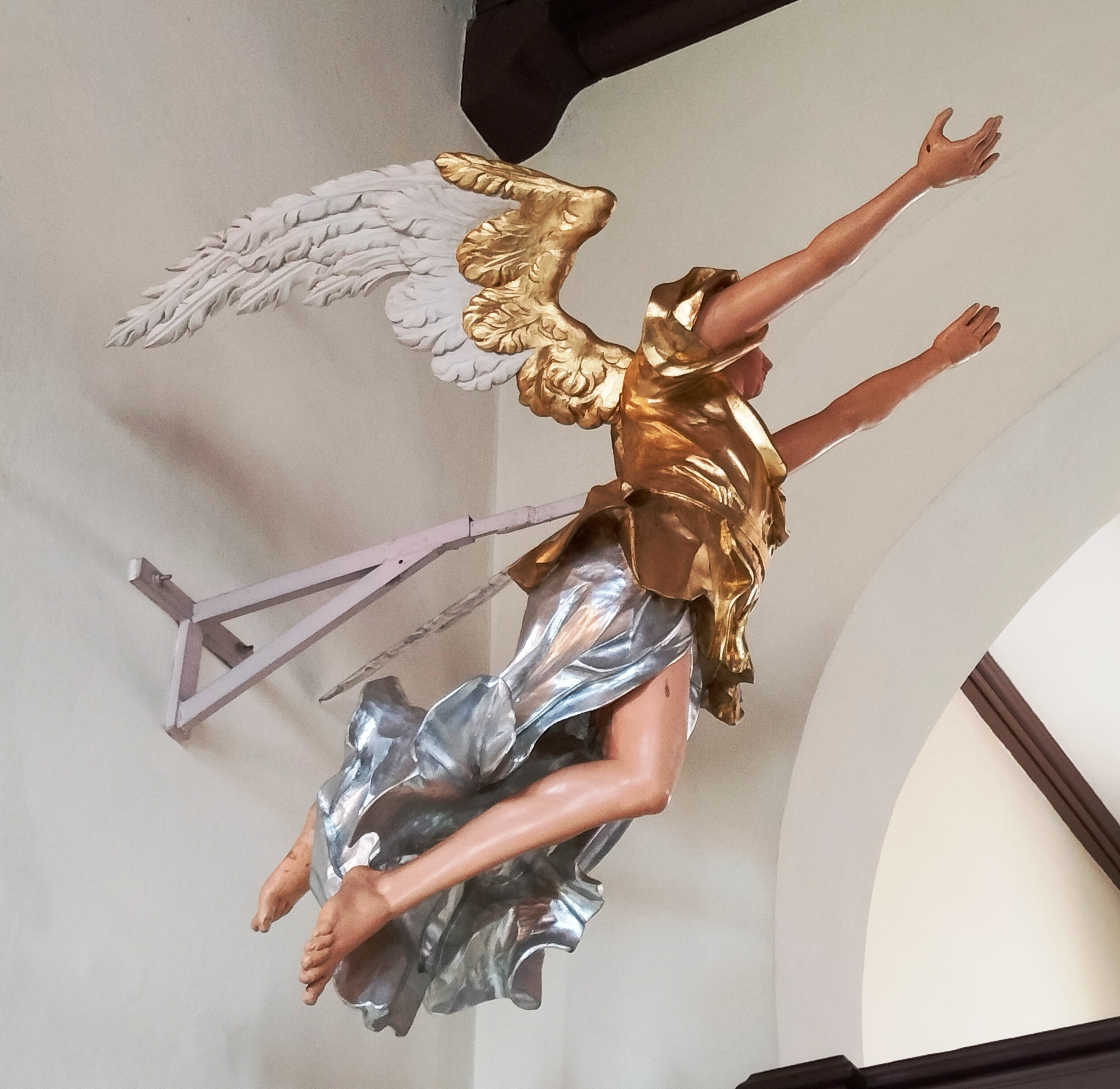
Kościół rzymskokatolicki (poewangelicki) pw. św. św. Piotra i Pawła w Brzeźnie Lęborskim (gm. Łęczyce) – poewangelicki anioł chrzcielny
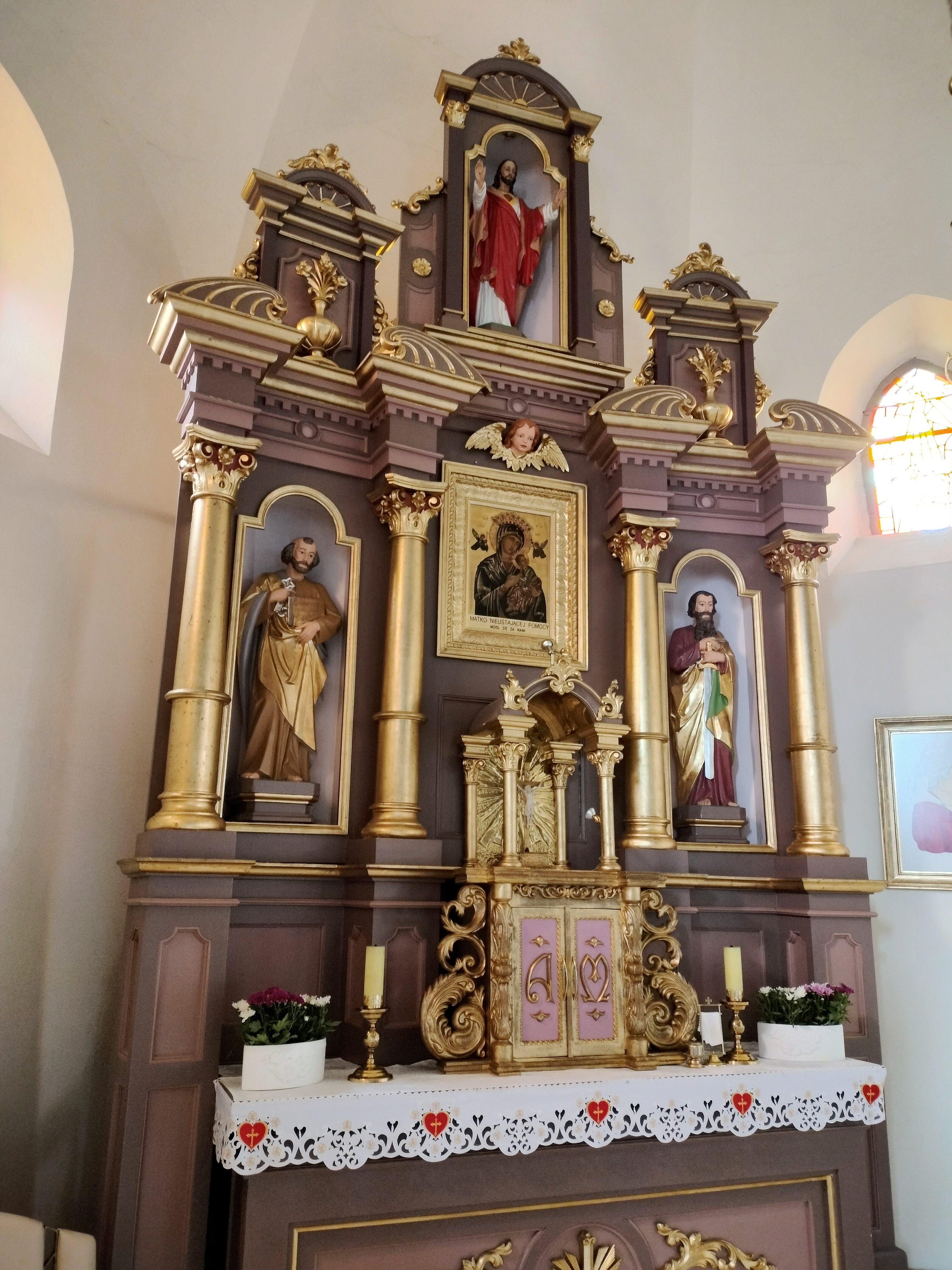
Kościół rzymskokatolicki (poewangelicki) pw. św. św. Piotra i Pawła w Brzeźnie Lęborskim (gm. Łęczyce) – neobarokowy ołtarz główny
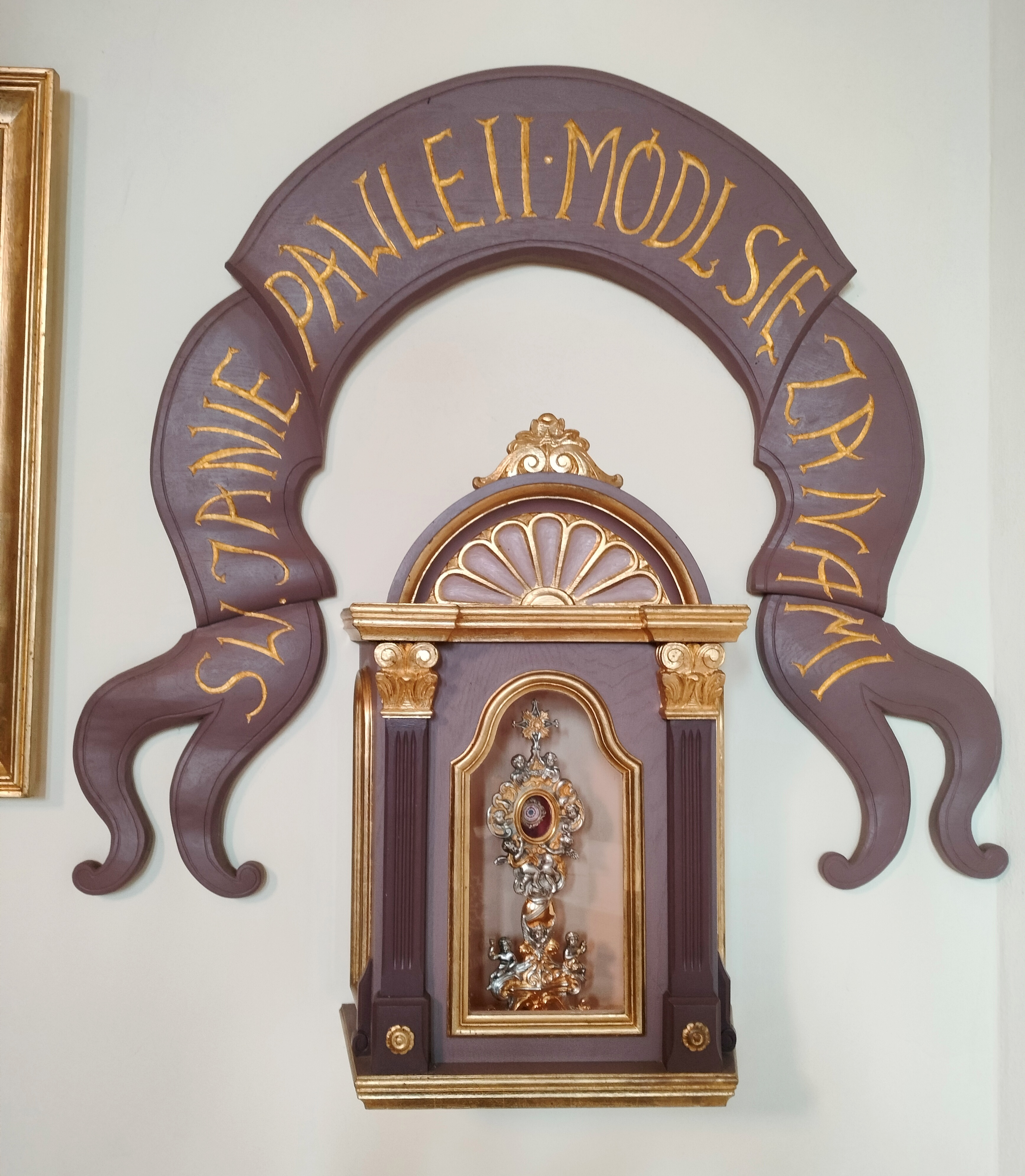
Kościół rzymskokatolicki (poewangelicki) pw. św. św. Piotra i Pawła w Brzeźnie Lęborskim (gm. Łęczyce) – współczesny relikwiarz św. Jana Pawła II
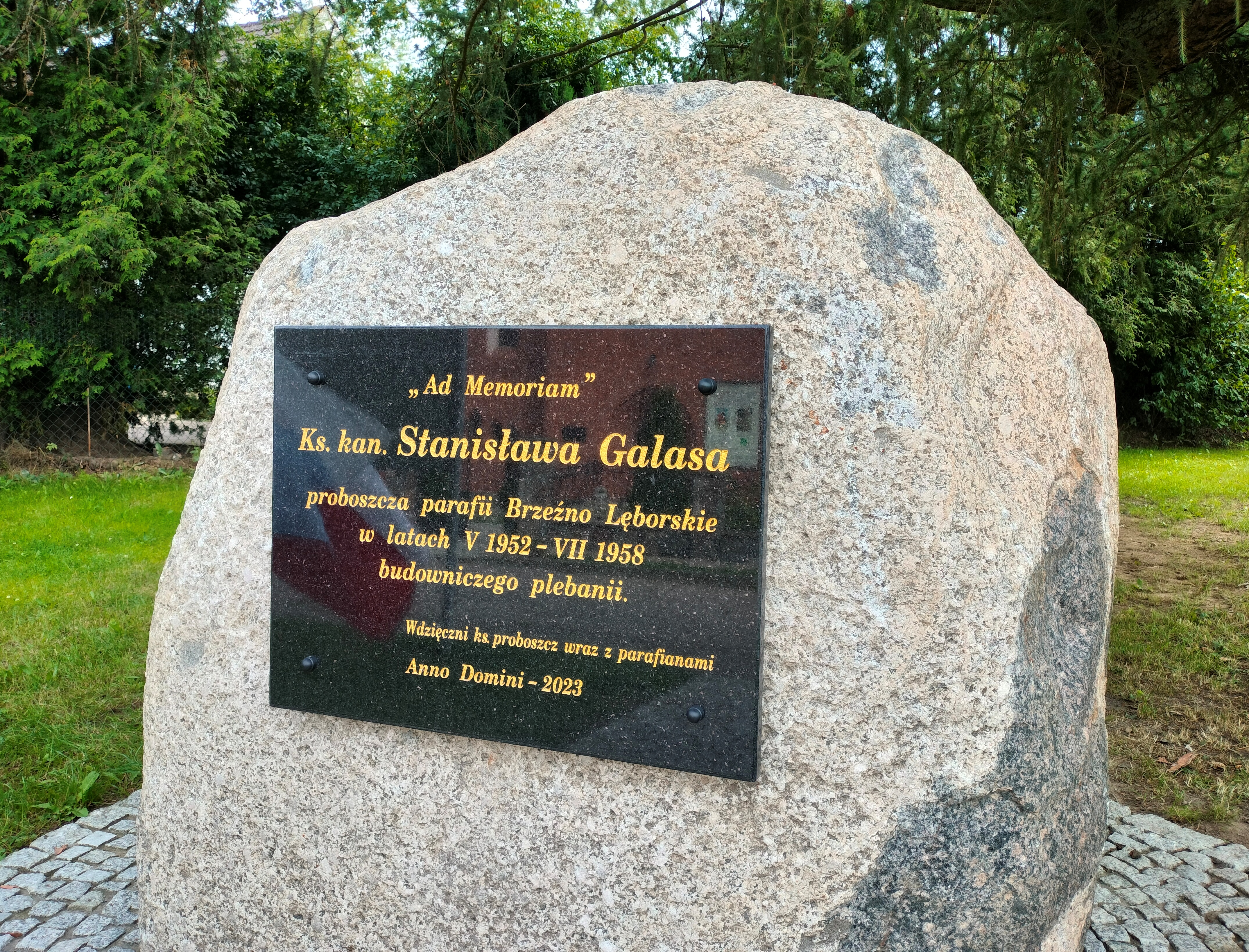
Brzeźno Lęborskie – głaz z tablicą upamiętniającą ks. S. Galasa